# Station Bertry
Station Bertry is een spoorwegstation in de Franse gemeente Bertry.